# Abraham Palatnik
Abraham Palatnik (Natal, 19 de fevereiro de 1928 - Rio de Janeiro, 9 de maio de 2020) foi um artista plástico brasileiro, pioneiro em arte cinética no Brasil. Suas obras contêm instalações elétricas que criam movimentos e jogos de luzes.

## Biografia
Filho de judeus russos, mudou-se aos quatro anos de idade para a região onde hoje é Israel. Em Tel Aviv, durante sua adolescência, estudou física e mecânica numa escola técnica, especializando-se em motores de explosão. Começou seus estudos artísticos no ateliê do pintor Haaron Avni. A partir de 1943 começou a ter aulas de pintura, desenho e estética no Instituto Municipal de Arte de Tel Aviv, onde permaneceu até 1947. Nesta época, produziu pinturas de paisagens, retratos e naturezas-mortas.
Retornou ao Brasil aos 20 anos, indo morar no Rio de Janeiro. Junto dos artistas Ivan Serpa, Lygia Clark, Franz Weissman, Ferreira Gullar e outros, formou o Grupo Frente. O pintor concreto Almir Mavignier o levou para conhecer o trabalho de arte-terapia da médica Nise da Silveira, no Hospital Psiquiátrico do Engenho de Dentro. Palatnik viu tanta autenticidade nas obras dos doentes que abandonou as tintas por achar que não conseguiria atingir a mesma força.
Aproximou-se, então, da arte abstrata e, após pintar algumas telas construtivas, começou, em 1949, a projetar máquinas em que a cor aparecia se movimentando. A partir delas criou caixas de telas com lâmpadas que se movimentavam por mecanismos acionados por motores, chamadas pelo crítico Mário Pedrosa de Aparelhos Cinecromáticos. O trabalho foi pioneiro no uso de fontes luminosas artificiais na arte. A partir de 1959, criou trabalhos tridimensionais e, ao mesmo tempo, fez quadros em superfícies bidimensionais.
Nos 70 anos de carreira, Palatnik participou de cerca de cem exposições, no Brasil e exterior, como quatro Bienais de São Paulo. Suas obras estão nas coleções de museus como o de Arte Moderna de Nova York (MoMA) e de Arte Moderna de São Paulo (MAM). Em 2011, suas obras fizeram parte da exposição Máquinas Poéticas, no Museu do Pontal (Rio de Janeiro). Em 2018, Palatnik ganhou o Prêmio Faz Diferença, promovido pelo Jornal O Globo, na categoria Artes Plásticas.
Morreu aos 92 anos, no Rio de Janeiro, vítima de COVID-19.